# بیت‌الدین
بیت‌الدین (به عربی: بیت الدین) نام روستایی در استان جبل لبنان است.

## خصوصیات
بیت‌الدین ۲٫۸۵ کیلومترمربع مساحت دارد  ۸۰۰ متر بالاتر از سطح دریا واقع شده‌است.